# Коптєво (район Москви)
Коптєво — район і відповідне йому однойменне внутрішньоміське муніципальне утворення в Москві (Росія). Район входить у Північний адміністративний округ.
Район отримав назву від колишнього села Коптєво, що увійшло до складу Москви.